# 岑維休
岑維休，CBE（1897年7月6日—1985年12月19日），廣東恩平人，香港馳名報人、企業家、慈善家。年幼父母雙亡，得幾位兄長栽培，畢業於香港育才書院，曾在《南華早報》工作。1925年創辦《華僑日報》，1956年和1976年先後獲英女皇伊利沙伯二世賜封OBE勳銜和CBE勳銜。
香港日佔時期，被日軍威迫下繼續出版《華僑日報》，成為日本軍政府喉舌。二戰結束後，岑維休名列中華民國國民政府要求英屬香港政府引渡中國受審的二十一名在港「漢奸」疑犯榜首；得當時多位太平紳士、名流商賈力保，香港政府以其具有英國國籍為由而婉拒引渡，得以免禍。晚年樂善好施，對培養報業人才更不遺餘力，香港大學新聞及傳媒研究中心現有「岑維休書室」，以記念岑氏家屬捐贈興建。其子岑才生之後繼承華僑日報家業，並活躍於香港政界及臺灣僑界，曾任香港最大的地方議會（東區區議會）主席十年，並被行政長官董建華頒贈銀紫荊星章，同時他也是中華民國華僑救國聯合總會（僑聯總會）的永遠榮譽理事。
而在岑維休逝世兩年後，其子岑才生曾向香港四邑商工總會捐贈50萬元，換取該會將當時擬申辦小學命名為「岑維休紀念學校」。